# فرودگاه منیتو
فرودگاه منیو (به انگلیسی: Manitou Airport) یک فرودگاه همگانی است که یک باند فرود چمن دارد و طول باند آن ۷۸۳ متر است. این فرودگاه در کشور کانادا قرار دارد و در ارتفاع ۴۸۵ متری از سطح دریا واقع شده‌است.